# Бергская голосистая (порода кур)

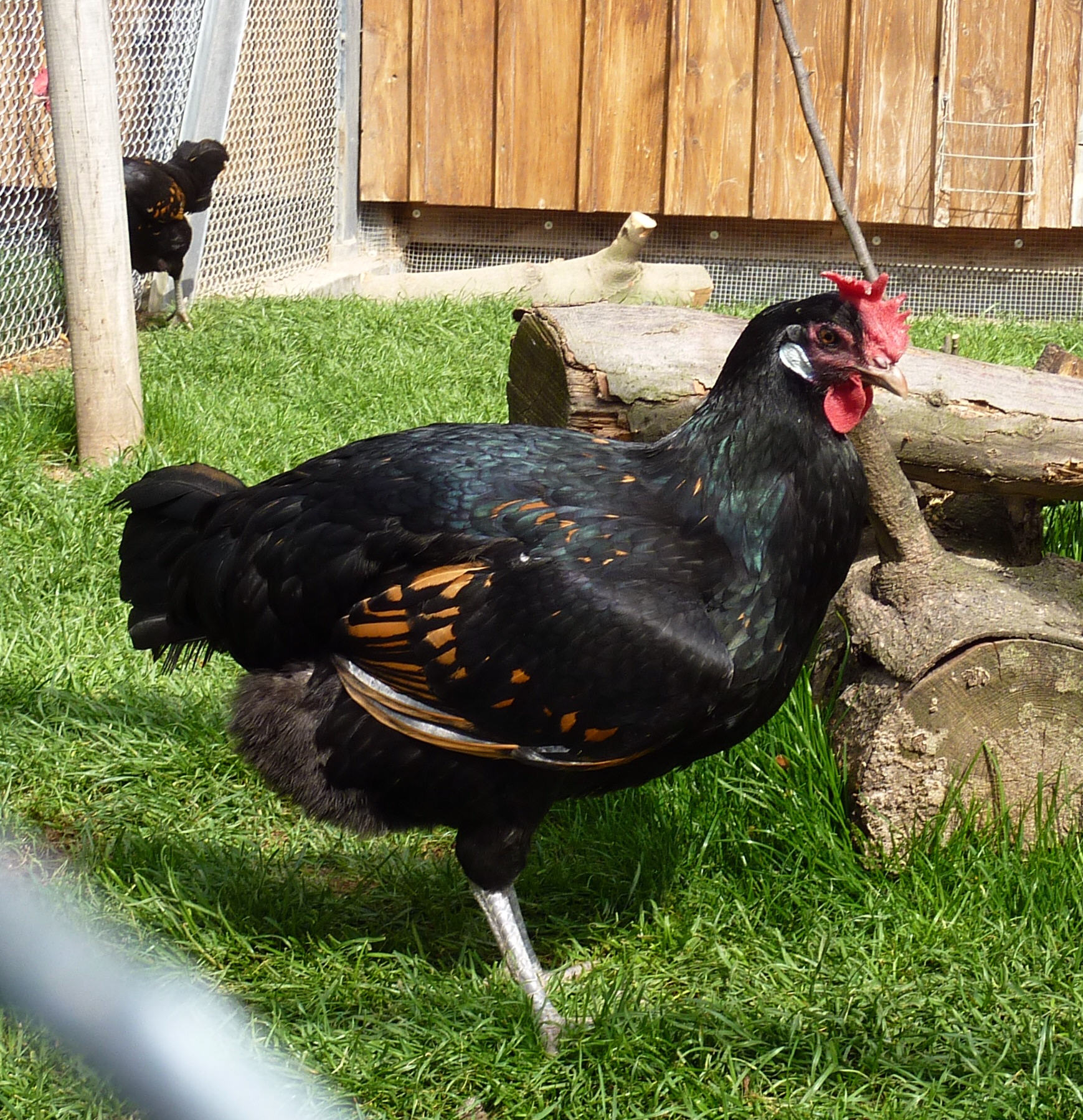
Курица

Бергская голосистая (нем. Bergischer Kräher, произношение: [ˈbɛʁɡɪʃə ˈkʁɛːɐ]) — редкая немецкая порода кур из региона Бергишес-Ланд. Принадлежит к группе голосистых кур.

## История
Бергские голосистые куры разводятся людьми в течение нескольких сотен лет, и существуют различные версии о их происхождении. Предполагается, что они были завезены из юго-восточной Европы или с Ближнего Востока во времена Крестовых походов и распространялись по территории цистерцианцами. Проводились соревнования по кукареканью с участием петухов этой породы. Ассоциация породы была основана в 1884 году, а первый стандарт датируется 1885 годом.
В настоящее время бергские голосистые куры очень редки: в 2001 году эта порода была признана «исчезающей породой года» по версии «Общества сохранения старых пород домашнего скота» (нем. Gesellschaft zur Erhaltung alter und gefährdeter Haustierrassen) и классифицирована как «находящаяся под угрозой исчезновения» (нем. extrem gefährdet). В 2009 году было зарегистрировано 77 петухов и 337 кур; в 2013 году общая численность составляла 329 особей.

## Описание
Куры черные с золотистыми отметинами на крыльях и груди, у петухов золотистые загривки и темно-бордовые отметины на крыльях. Разновидность черного окраса вымерла, черно-серебристые птицы встречаются крайне редко. Петухи весят 3–3,5 кг, а куры 2–2,5 кг. Мочки ушей белые, ноги грифельно-голубые.

## В хозяйстве и культуре
Бергская голосистая — порода двойного назначения с хорошими мясными качествами. Куры откладывают около 130 яиц в год, средний вес одного составляет 56 г. Малосклонны к насиживанию.
Соревнования по кукареканью петухов с участием птиц этой породы проводились в Бергишес-Ланд на протяжении нескольких веков. С 1923 года ассоциация породы организует ежегодные соревнования по кукареканью в четверг Вознесения. В этих соревнованиях, в отличие от большинства традиционных в Германии, Нидерландах и Бельгии, кукареканье оценивается по его длине и красоте, а не по частоте.

Галерея
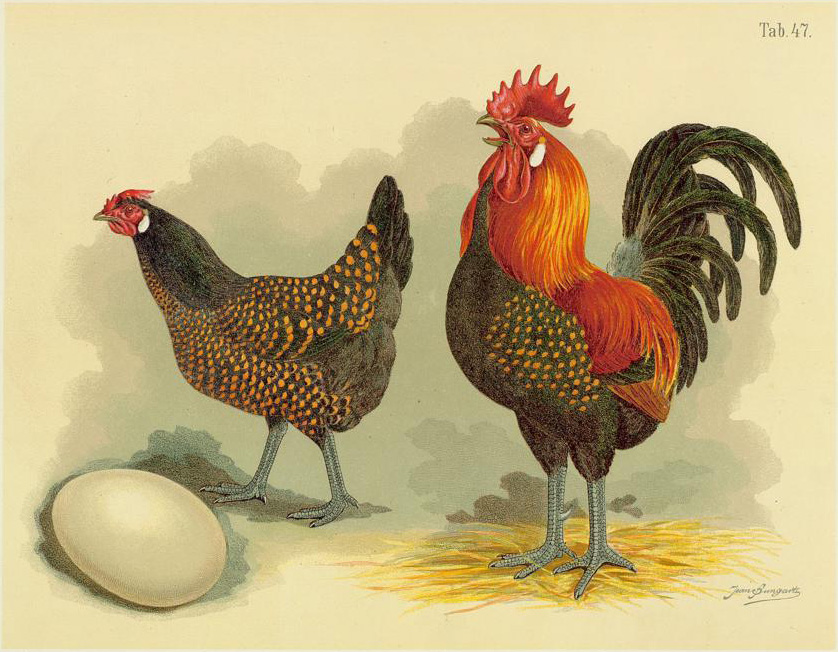
Иллюстрация Жана Бунгартца, 1885
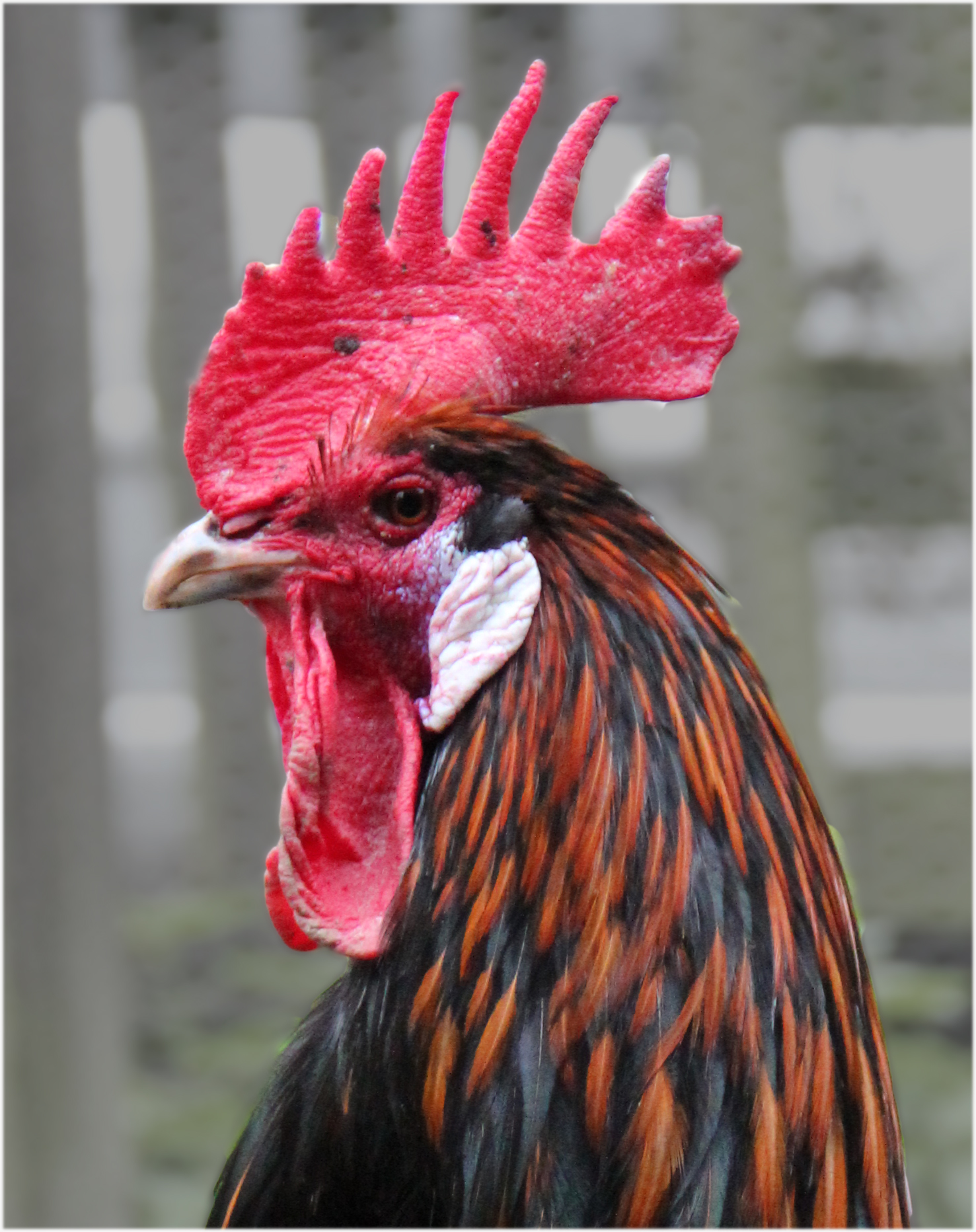
Петух крупным планом
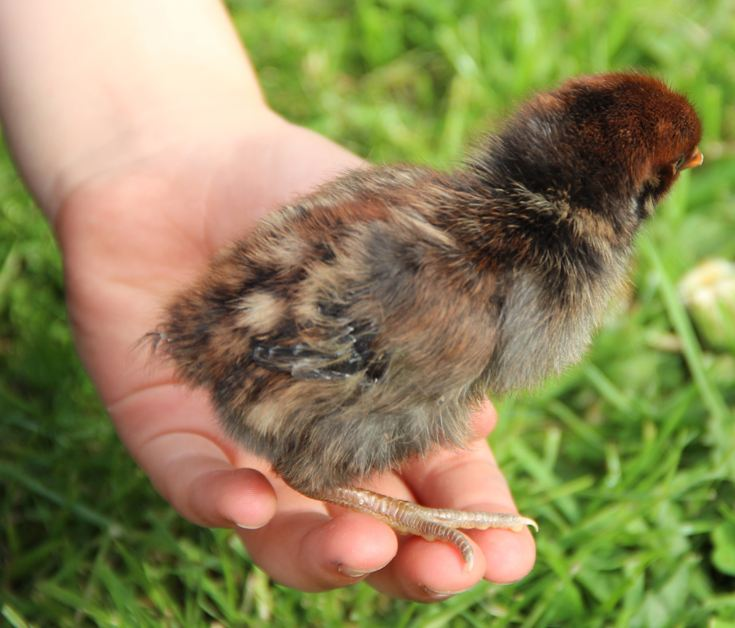
Цыплёнок